# Madonna de la escudilla
La Virgen de la escudilla (Madonna della Scodella, también conocida como Descanso en la huida a Egipto) es una pintura al óleo sobre tabla, enmarcada, de Antonio da Correggio (216,7 x 137,3 cm), datada entre aproximadamente 1528 y 1530, para la Iglesia del Santo Sepulcro por encargo de la Hermandad de San José. Esta obra se conserva en la Galería Nacional de Parma.
La pintura representa una historia de la infancia de Jesús narrada en el Evangelio apócrifo del pseudo-Mateo. Durante el viaje de huida de Herodes desde Palestina a Egipto, en una parada a la sombra de una palmera datilera, la familia de Jesús habría sido alimentada gracias a la planta que, sorprendentemente plegada, ofreció su fruto a los viajeros.

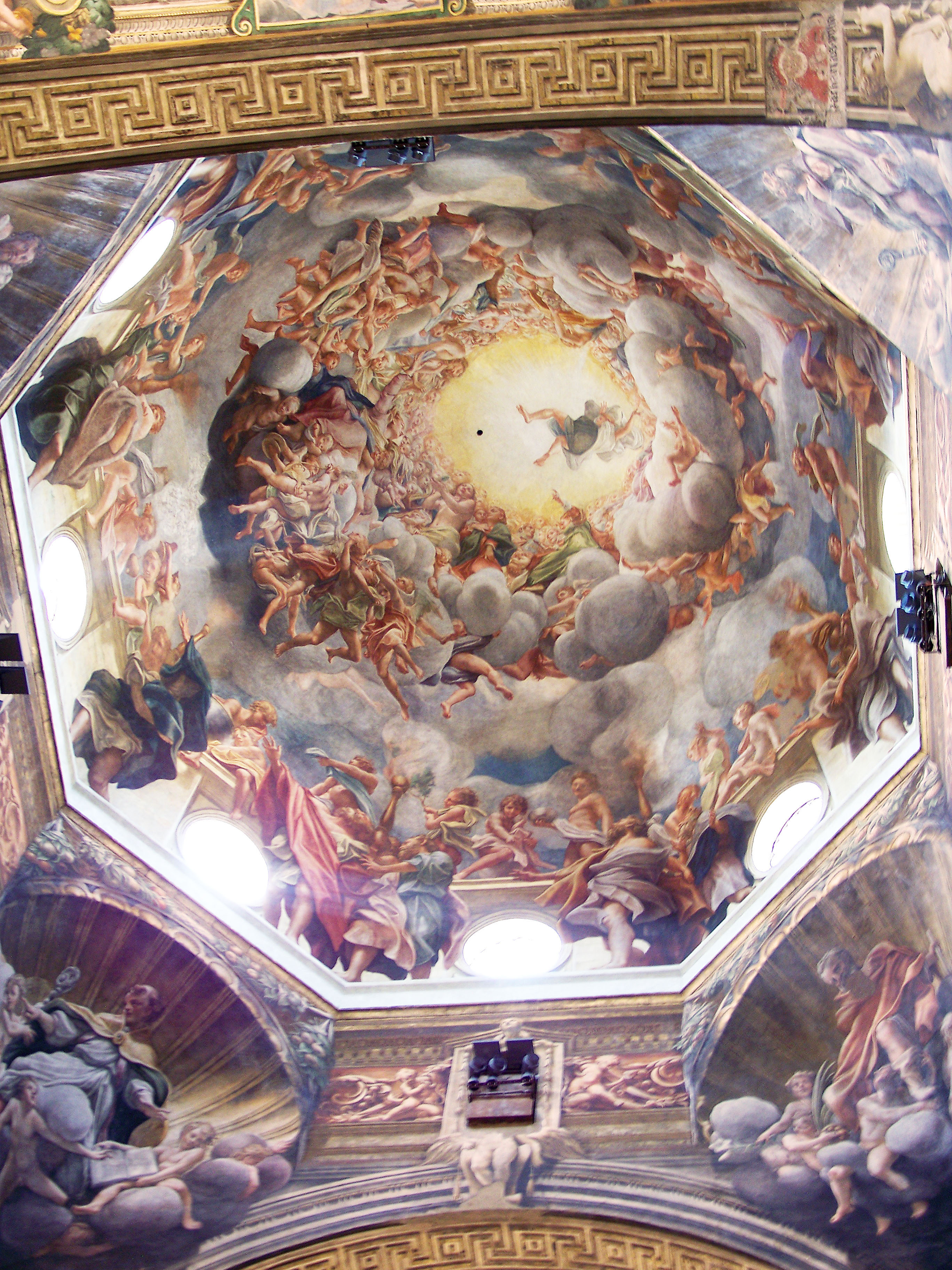
Cúpula de la catedral de Parma, obra maestra de Correggio.

La Virgen es representada recogiendo con una escudilla el agua que apareció milagrosamente para calmar la sed del bebé: de ahí el nombre tradicional de la obra. José recoge dátiles de la palma. A la derecha se observa un ángel y el burro cansado. En la parte superior se muestra un grupo de ángeles en una ronda de baile animada que recuerda a los frescos de la cúpula de la catedral de Parma.